# Jeanne Mairet
Jeanne Mairet, eigentlich Marie Healy Bigot (* 8. Dezember 1843 in Paris, Frankreich; † 10. Juli 1936 in Hinsdale, Illinois) gilt als französische Schriftstellerin mit US-amerikanischer Staatsangehörigkeit.

## Leben
Mairet war eine Tochter des Malers George Peter Alexander Healy (1813–1894) und dessen Ehefrau Louisa Phipps (1818–1905). Ihre Eltern trennten sich 1855 und ihr Vater kehrte in die USA zurück.
Mairet lebte zusammen mit ihrer Mutter in einfachen Verhältnissen und versuchte sich in verschiedenen Berufen. Als sie begann, erste kleine Geschichten im Feuilleton verschiedener Zeitungen zu veröffentlichen, macht sie die Bekanntschaft des Schriftstellers Charles Bigot (1840–1893). Dieser unterstützte sie in ihren literarischen Ambitionen und riet ihr auch zu einem Pseudonym. Hatte Mairet ihre ersten Geschichten noch unter ihrem eigenen Namen bzw. dem ihres Vaters veröffentlicht, begann sie nun unter Jeanne Mairet zu veröffentlichen. Vermutlich hatte sie diesen Nom de Plume von Jean Mairet, einem Schriftsteller aus dem 17. Jahrhundert entlehnt. Bei ihrem „richtigen“ Vornamen wechselte sie fließend zwischen französischer (Marie) und englischer (Mary) Schreibweise.
1867 heiratete Agnès, eine Schwester von Mairet, in Paris den Maler Tiburce de Mare (1840–1900) und dabei war einer der Trauzeugen der Maler Thomas Couture. Sieben Jahre später, als Mairet den Schriftsteller Charles Bigot heiratete, fungierte Couture ebenfalls als Trauzeuge.
Ab 1869 hielt sich ihr Vater erneut in Paris und es kam wieder zu einer Annäherung zwischen Tochter und Vater. Bis 1892 hielt sich ihr Vater abwechselnd in Paris und Rom auf, kehrte erst 1892 endgültig in die USA zurück und ließ sich in Chicago nieder. Um diese Zeit erkrankte Mairets Ehemann schwer und starb am 15. April 1893. Nach seiner Beerdigung auf dem Friedhof Père-Lachaise löste Mairet die gemeinsame Wohnung auf und reiste im Herbst desselben Jahres zu ihrem Vater.
Sie ließ sich in Hinsdale, einem Vorort von Chicago nieder, wo sie am 10. Juli 1936 starb. Ihre letzte Ruhestätte fand sie auf dem Calvary Cemetery in Evanston (Illinois) (heute der Metropolregion Chicago zugehörig).
Die National Portrait Gallery (London) besitzt ein Porträt (Ölgemälde) von Jeanne Mairet, geschaffen von ihrem Vater.

## Werke (Auswahl)
Novellen
- Zweifach besiegt und andere Novellen. H. Hillger, Berlin 1905 (illustriert von A. Lewin)

Romane
- Jean Meronde. Paris 1885.
  - Deutsch: Der Affenmaler. Deutsche Buchwerkstätten, Wien 1919 (übersetzt von Auguste Scheibe)
- Une folie. Paris 1886.
- La clef d’or. Paris 1886.
- Artiste. Paris 1891.
  - Deutsch: Eine Künstlerin. Engelhorn, Stuttgart 1892 (übersetzt von Natalie von Rümelin-Oesterlen)
- Inséparable. Paris 1892.
- Charge d’âme. Paris 1892.
  - Deutsch: In guter Hut. Engelhorn, Stuttgart 1893 (übersetzt von Luise Barack)
- Un mariage international. Paris 1894.
  - Deutsch: Eine internationale Ehe. Engelhorn, Stuttgart 1896 (übersetzt von Ferdinand Mangold)
- Némésis. Paris 1894.
- Chercheur d’ideal. Paris 1896.
- L’étudiante. Paris 1899.
  - Deutsch: Die Studentin. Hartleben, Wien 1900 (2 Bände)
- L’enfant de la lune. Paris 1901.
- Fleurette. Paris 1903.
  - Deutsch: Meeresblume. H. Hillger, Berlin 1905.

Sachbücher
- André Maynard. Peintre. Paris 1886.